# Namanereis littoralis
Namanereis littoralis é uma espécie de anelídeo pertencente à família Nereididae.
A autoridade científica da espécie é Hutchings & Turvey, tendo sido descrita no ano de 1982.
Trata-se de uma espécie presente no território português, incluindo a sua zona económica exclusiva.